# Ataol Behramoğlu
Ataol Behramoğlu (Çatalca, Estambul 13 de abril de 1942]. Poeta, traductor y autor turco.

## Vida
Behramoğlu es graduado y posee un doctorado en lengua y literatura rusas de la Universidad de Ankara. En 1970 junto al poeta Ismet Özer, editan la revista literaria Halkın Dostları. Durante este período Behramoğlu purifica su estilo, abandonando el lenguaje idealista y los didacticismos juveniles y lo trasmuta en una modalidad más renovadora y enunciativa.
Por razones políticas debió vivir, parte de su juventud, en el exilio, en París y Moscú. En 1982 fue arrestado y condenado a trabajos forzados por pertenecer a la Asociación turca de la Paz, por ello debió exiliarse en Francia, donde estudió y trabajó hasta 1989, cuando fue absuelto de los cargos que se le imputaban en Turquía. En 1982, también, ganó el Premio International de la revista Lotus.
Su epopeya sobre Moustapha Suphi (1987/88) fue la primera obra dramática, en turco, en ser exhibida el festival de teatro de Aviñón, en 1989. Fue, asimismo, presidente del Sindicato turco de Escritores entre 1995-1999, y desde 1995, ha sido crítico literario y político de uno de los diarios más prestigiosos de Turquía: Cumhuriyet. También es profesor y jefe del departamento de idiomas y de literaturas eslavas, en la Universidad de Estambul. 
En 2003 El P.E.N Club de Turquía le concedió el gran Premio Nacional de poesía.
A finales de marzo de 2008 estuvo en la organización del IV Festival Internacional de Esmirna, Turquía, dedicado a Latinoamérica, donde fueron invitados los poetas Pablo Armando Fernández de Cuba, Sergio Badilla Castillo de Chile, Diana Bellessi de Argentina, María Baranda de México, Rafael Courtoisie de Uruguay, Enrique Hernández de Jesús, de Venezuela, Margarita Laso de Ecuador y Rei Berroa de República Dominicana.

## Obra
- Ne Yağmur…Ne Şiirler (Ni lluvia… Ni poemas, 1976),
- Kuşatmada (Estado de sitio, 1978),
- Mustafa Suphi Destan (La épica de Moustapha Suphi, 1979),
- Dörtlükler (Quatrains, 1980),
- Bebeklerin Ulusu Yok (Los bebés no tienen naciones, 1988),
- Sevgilimsi ( Tú eres mi amada, 1993),
- Aşk İki Kişiktir (El amor es cosa de dos personas, 1999),
- Yeni Aşka Gazel (Gazel de un nuevo amor, 2002).

- Datos: Q2868780
- Multimedia: Ataol Behramoğlu / Q2868780